# Lourdes Grobet
María de Lourdes Grobet Argüelles (Ciudad de México, 25 de julio de 1940-Ciudad de México, 15 de julio de 2022) fue una fotógrafa mexicana. Sus principales obras se basan en la cultura de la lucha libre.

## Biografía
Estudió Artes Plásticas en la Universidad Iberoamericana, Diseño Gráfico y Fotografía en el Cardiff College of Arts y Derby Colegio de Educación Superior en Inglaterra. Quienes influyeron en su formación académica fueron Kati Horna, Mathias Goeritz y Gilberto Aceves Navarro, así como el El santo. La mayor parte de su obra está relacionada con la pintura contemporánea y los planteamientos de Mathias Goeritz sobre la libertad artística, dejando a un lado las limitaciones que se daban dentro de la academia.
Desde niña le llamó la atención el arte y las condiciones que la rodeaban, en su hogar no había un acercamiento por el arte, pero tenía gran apertura en cuanto a las relaciones sociales, esto le permitió conocer todo tipo de personas. Dentro del ámbito familiar se tenía el gusto de asistir a las luchas, sin embargo su papá no le permitió ir a este tipo de espectáculos, ya que no era considerado para mujeres. Debido a esto, su primer acercamiento fue en la danza, permaneció cinco años hasta que sufrió una enfermedad que no le permitía realizar ningún tipo de ejercicio.
Posteriormente quiso tomar clases de dibujo en la Academia de San Carlos, pero sus padres no se lo permitieron por su ambiente liberal, por lo que la mandaron a estudiar con un profesor católico José Suárez Olvera, que la convirtió en su ayudante en la realización de los murales de la Iglesia de San Francisco, posteriormente se retiró cuando descubrió que eso no era para ella, por lo que sus padres decidieron que estudiaría en la Universidad Iberoamericana, fue ahí donde descubrió su creatividad junto con su maestro Mathias Goeritz.[cita requerida]
Estuvo marcada por la experimentación: diapositivas, infrarrojo en blanco y negro, entre otras técnicas. Los resultados han sido una suerte de premoniciones estéticas de lo que habría de prevalecer en la fotografía del siglo XXI. Su fotografía callejera es poderosa, dinámica, llena de textura y con una narrativa excitante.
Por otro lado, la fotografía le permitió plasmar el ritmo y el color de una manera más moderna y con mayores alcances. Las enseñanzas de Kati Horna y Gilberto Aceves Navarro le enseñaron que su propuesta va más allá de lo estético, al dedicarse a resaltar la imagen de los grandes personajes de la lucha libre en México.[cita requerida]
Formó parte de los fundadores del Consejo Mexicano de Fotografía, junto a Pedro Meyer, Lázaro Blanco y la crítica de arte Raquel Tibol. Recién llegada de Inglaterra, se integró a este proyecto que le trajo una nueva forma al lenguaje de la fotografía en México. También fue promotora e integrante del movimiento de Los Grupos como el Proceso Pentágono y Peyote y la Cía., que dieron una renovación en lo visual a la fotografía. El resultado de dichos proyectos fueron dos coloquios, uno en 1978 y el otro en 1981, recibiendo a fotógrafos de diferentes países; ambos coloquios fueron acompañados de muestras fotográficas, publicaciones y talleres.
Participó en exhibiciones colectivas en México y en el extranjero; asimismo, mediante los espectáculos y los teatros-musicales difundió la fotografía por medios distintos a los tradicionales.[cita requerida]
Grobet también se adentró en el cine con su largometraje documental Bering. Equilibrio y resistencia (2013). En este cuestiona la separación política entre la isla Big Diomede (Rusia) y la isla Little Diomede (EE. UU.) en el estrecho de Bering, frontera entre Estados Unidos y Rusia. Grobet muestra las consecuencias de la separación entre ambas islas: tras el conflicto americano-soviético del siglo XXI la región de Beringia quedó dividida en dos, lo que provocó la división de familias Nanook completas y además, paradójicamente, separa el lugar por donde cruzaron los primeros seres humanos que poblaron el continente americano.
Colaboró en varios museos y casas editoriales, para archivo, publicaciones de catálogos y libros de arte.[cita requerida]

## Obras

### Exhibiciones individuales
- 1974 – A la mesa, Casa del Lago, UNAM.
- 1980 – Organiza el Centro Proceso Pentágono, donde expone Lucha libre.
- 1981 – Lucha libre, La Habana, Cuba.
- 1983 – De mujer a mujer, donde participa como actriz y presenta fotografías en escena.
- Los niños de Morelia, Instituto Hispano-americano de Cultura.
- 1984 – Muestra en Casa Aztlán, Centro Cultural Mexicano de Chicago.
- Ambienta En desconcierto, de Susana Alexander.
- 1985 – 53 cuadras, Museo Universitario del Chopo, México.
- 1986 a la fecha – Participa en trabajo de documentación e investigación para organismos nacionales e internacionales.[5]
- 2019 – Libre. Fotografías de Lourdes Grobet. Universidad de Santiago de Chile.

## Libros
- 1983 – Se escoge el tiempo, Los Talleres, Ciudad de México.
- 1984 – Luciérnagas, E.N.A.P. Ciudad de México
- 1987 – Bodas de sangre, Tabasco Condado Governement
- 2004 – Lourdes Grobet, Ediciones Turner, España
- 2005 – Espectacular de Lucha Libre, Ediciones Trilce, Ciudad de México
- 2007 – Retratos de Familia, Reverté Editores, México-España
- 2022 – Laboratorio de Teatro Campesino e Indígena. Medio siglo de Historia, INBAL-RM Editores, México-España

## Premios
- 1982 – Premio de Adquisición en la II Bienal de Fotografía del INBA
- 1988 – Premio “Juan Pablos” con el libro “Bodas de sangre” como el mejor libro de arte.